# The Wonders You Perform
The Wonders You Perform è una canzone scritta da Jerry Chesnut, interpretata da Tammy Wynette il 26 febbraio 1970, fu incisa negli studi della Columbia Recording Studio a Nashville, Tennessee.
La partitura originale di Chesnut era in forma di gospel ed il testo parlava dei miracoli di Gesù e su come aiuta i credenti nei momenti difficili.

## La versione in italiano
Ornella Vanoni aveva pubblicato nel 1971 dalla Ariston un 45 giri con la canzone con il titolo in italiano scritto da  Giorgio Calabrese, e la incise sul lato A del 45 giri Domani è un altro giorno/C'è qualcosa che non sai nel 1971.
Appena uscito nell'ottobre del 1971, il brano arrivò subito nella top ten dell’hit parade e ci rimase dieci settimane consecutive. Nel 2019 il brano è stato reinterpretato da Noemi per la colonna sonora dell'omonimo film.